# マルテッロ
マルテッロ（伊: Martello ; 独: Martell マルテル）は、イタリア共和国トレンティーノ＝アルト・アディジェ州ボルツァーノ自治県にある、人口約800人の基礎自治体（コムーネ）。

## 地理

### 位置・広がり

#### 隣接コムーネ
隣接するコムーネは以下の通り。括弧内のTNはトレント自治県、SOはソンドリオ県所属を示す。
- ラーチェス
- ラーザ
- ペーイオ (TN)
- ラッビ (TN)
- シランドロ
- ステルヴィオ
- ウルティモ
- ヴァルフルヴァ (SO)

## 行政

### 分離集落
マルテッロには、以下の分離集落（フラツィオーネ）がある。
- Ganda/Gand, Meiern (sede comunale), Montesole/Sonnenberg, Transacqua/Ennewasser, Val d'Enne/Ennetal, Hintermartell

## 住民

### 言語
| 言語集団調査（2011年） | 言語集団調査（2011年） | 言語集団調査（2011年） | 言語集団調査（2011年） | 言語集団調査（2011年） |
| ---------------------- | ---------------------- | ---------------------- | ---------------------- | ---------------------- |
|                        |                        |                        |                        |                        |
| ドイツ語               | ドイツ語               |                        | 100.0%                 | 100.0%                 |
| イタリア語             | イタリア語             |                        | 0.00%                  | 0.00%                  |
| ラディン語             | ラディン語             |                        | 0.00%                  | 0.00%                  |

2011年に行われた、住民がドイツ語・イタリア語・ラディン語のいずれの「言語集団」に属するかの調査において（ボルツァーノ自治県#言語集団調査参照）、回答者のすべてがドイツ語話者であると回答した。